# دوري قطاع غزة الدرجة الثالثة
دوري قطاع غزة الدرجة الثالثة هو دوري القسم الثالث والدرجة الأخيرة من دوري قطاع غزة . لأندية قطاع غزة .

## أندية موسم 2020–21
| الفريق       | سبب اللعب                                   |
| ------------ | ------------------------------------------- |
| السلام       | هبط من الدرجة الثانية                       |
| الشوكة       | هبط من الدرجة الثانية                       |
| اليرموك      | لم يتأهل إلى الدرجة الثانية من موسم 2019–20 |
| المغراقة     | لم يتأهل إلى الدرجة الثانية من موسم 2019–20 |
| الجزيرة      | لم يتأهل إلى الدرجة الثانية من موسم 2019–20 |
| حطين         | لم يتأهل إلى الدرجة الثانية من موسم 2019–20 |
| اتحاد جباليا | لم يتأهل إلى الدرجة الثانية من موسم 2019–20 |
| الشمس        | لم يتأهل إلى الدرجة الثانية من موسم 2019–20 |
| الترابط      | لم يتأهل إلى الدرجة الثانية من موسم 2019–20 |
| أهلي البريج  | لم يتأهل إلى الدرجة الثانية من موسم 2019–20 |
| الرباط       | لم يتأهل إلى الدرجة الثانية من موسم 2019–20 |
| شباب معن     | لم يتأهل إلى الدرجة الثانية من موسم 2019–20 |
| العودة       | لم يتأهل إلى الدرجة الثانية من موسم 2019–20 |
| الشافعي      | لم يتأهل إلى الدرجة الثانية من موسم 2019–20 |